# MD 500

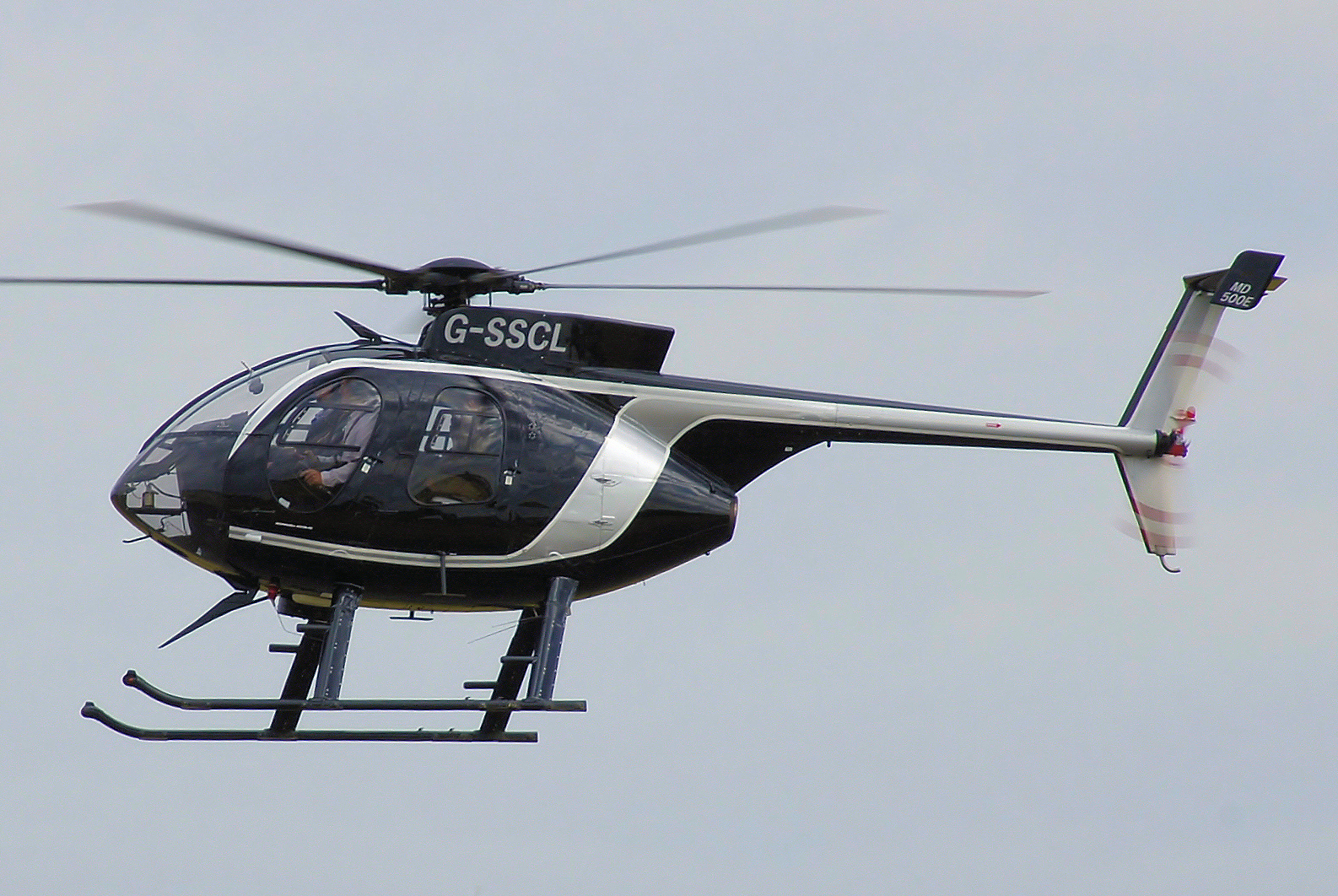
MD 500E

MD 500は、アメリカのMDヘリコプターズが製造する軽量多目的ヘリコプターである。アメリカ陸軍向けにヒューズ・ヘリコプターズが開発したOH-6Aの民間仕様機を起源として順次に改良を重ね、官民で広く用いられている。なお、製品名としては500シリーズの番号を付与されている一方、型式証明では369シリーズの番号を付与されている。

## 第1世代（500・500C・500M）

### 500・500C

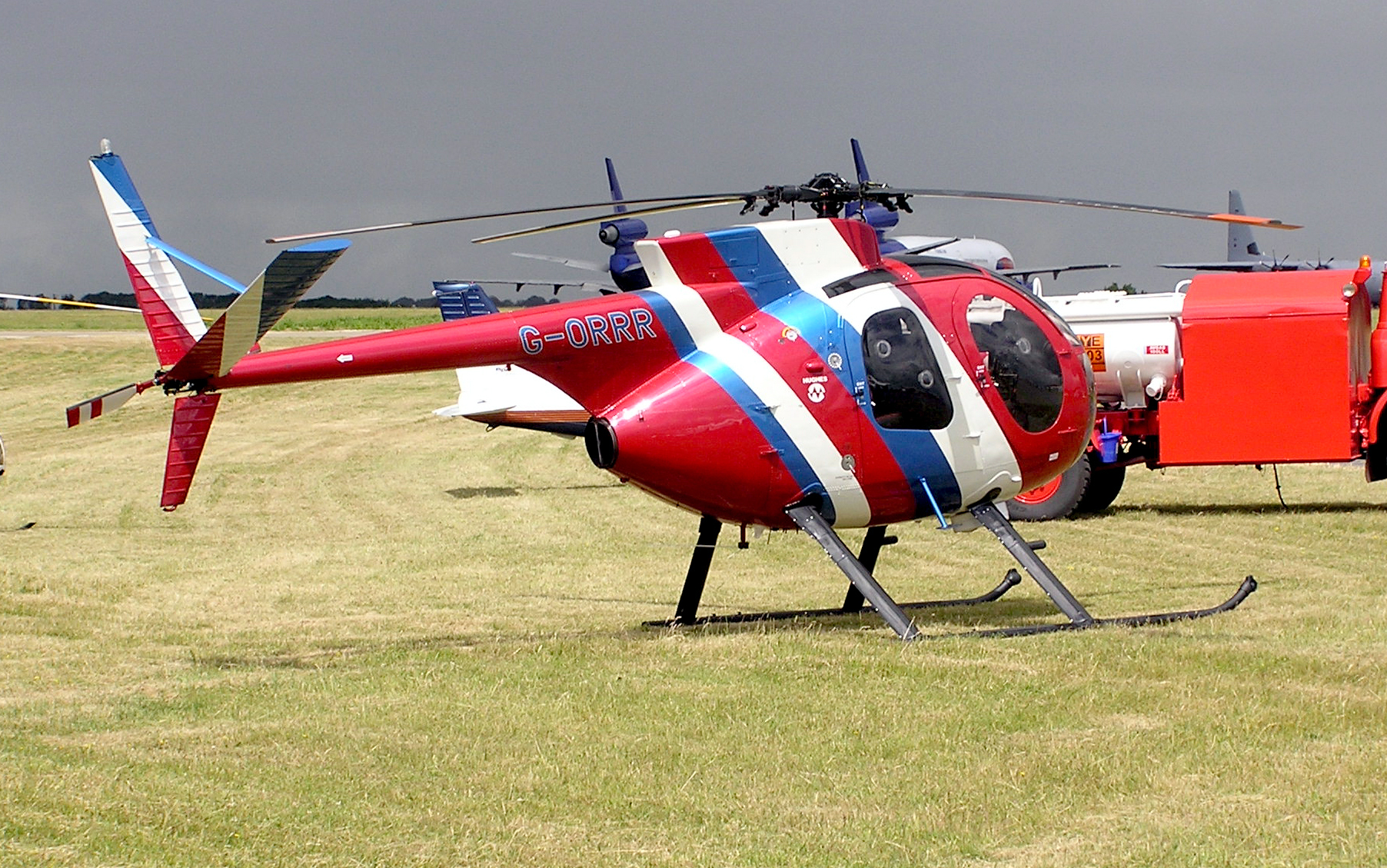
500（型式名369HS）

アメリカ陸軍の「軽観測ヘリコプター」（Light Observation Helicopter, LOH）計画において、ヒューズ・ヘリコプターズ社は同社のモデル369を提案しており、1965年5月26日、これがOH-6Aとして採用された。そして同年4月21日、ヒューズ社はOH-6Aの民間仕様機をモデル 500として市場に投入することを発表した。設計面ではほぼOH-6Aと同一だが、エンジンはより強力なアリソン 250-C18ターボシャフトエンジン（317 hp (236 kW)）を搭載している。
基本型であるモデル500はビジネス航空を想定し、定員5名のほかにスーツケース5個の搭載スペースを確保した。また汎用性を強化したモデル500Uは、乗客7名またはペイロード1,710 lb (780 kg)を輸送できた。
その後、モデル500Cでは、より強力なアリソン 250-C20ターボシャフトエンジン（400 hp (300 kW)）が搭載された。連続最大出力243 hp (181 kW)、離昇出力278 hp (207 kW)に減格使用しているのはモデル500と同様だが、出力の余裕が増したことで、高温・高高度環境での運用に余裕ができた。アメリカでの生産は1978年に終了した。

### 500M
モデル500Mは、OH-6Aをもとに改良した輸出用軍用モデルの初期型である。動力系統は基本的にモデル500と同様だが、燃料タンク容量は240リットルから227リットルに減少した。
最初のユーザーはコロンビア空軍で、1968年4月より引き渡しを開始した。その後、日本（陸上自衛隊および海上自衛隊）、アルゼンチン、ボリビア、デンマーク海軍、スペイン海軍、メキシコおよびフィリピンで採用された。スペイン海軍向けの機体は、胴体右側に磁気探知機（MAD）を装備し、Mk.44短魚雷の搭載能力を付与した対潜戦仕様である。なおアルゼンチンではRACA、日本では川崎重工業によりライセンス生産されており、自衛隊向けの機体は、社内呼称ではモデル369HM、製品名ではOH-6Jと称される。

## 第2世代（500D・500MD）

### 500D

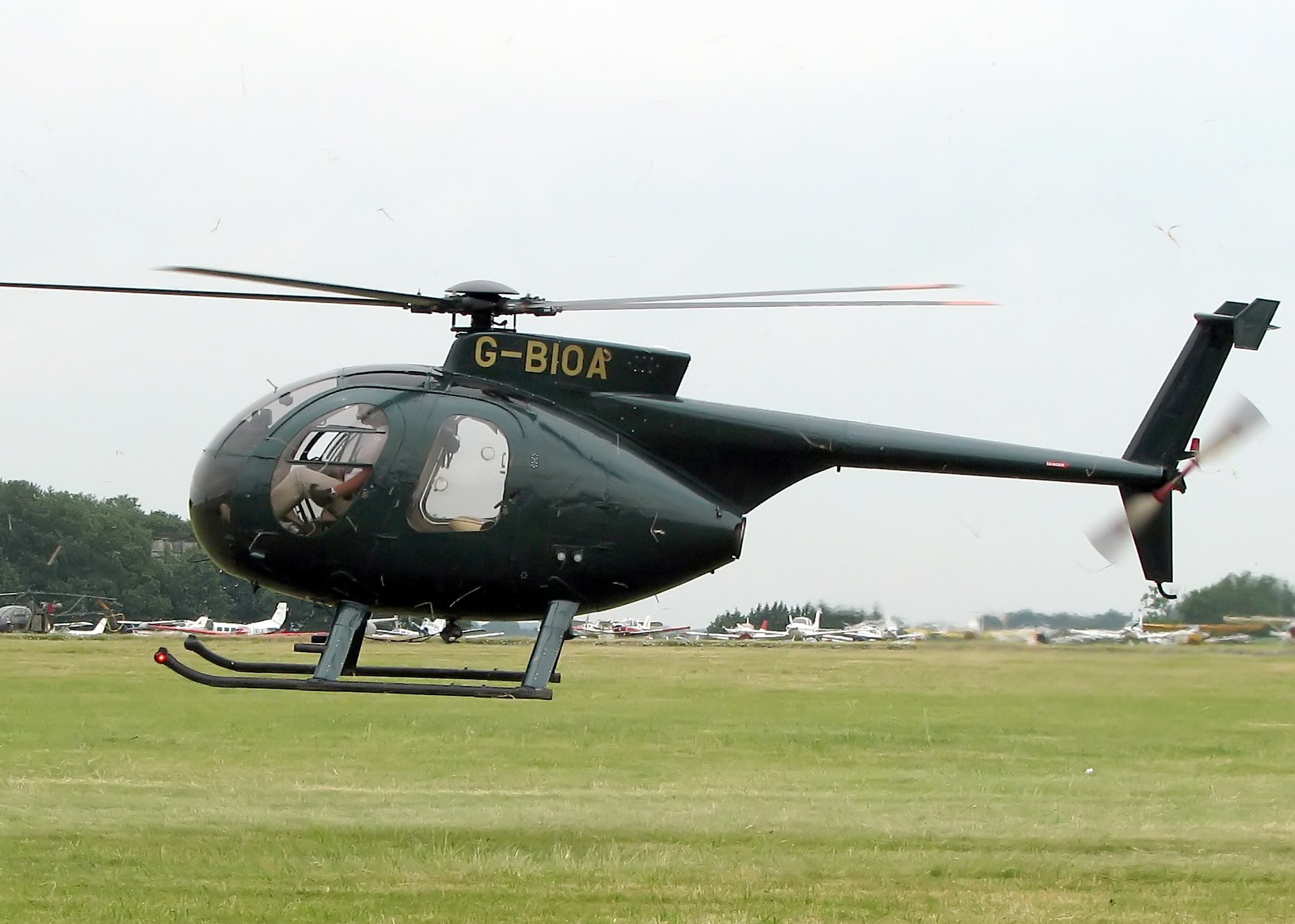
500D（型式名369D）

モデル500Dは、サイズや外見はモデル500Cと同様だが、エンジンを強力なアリソン 250-C20B（420 hp (310 kW)）に換装するとともに、国防総省の予算によって試作されていたOH-6A「クワイエット・ワン」の成果を踏まえた改良を施した機体である。主ローターのブレードを5枚に増すとともにブレード先端部の形状を改訂、エンジン排気口にマフラーを装着するとともに周囲に防音材を設置、また尾部安定板はV字型からT字型に変更された。
試作機は1974年8月に初飛行、1975年2月に公開されて、量産機は1975年10月4日に初飛行して、1976年12月8日にFAAによる型式証明を受けた。その後、1982年以降の生産分はモデル500Eに置き換えられることになり、アメリカでの生産は1983年で終了した。

### 500MD
500Dの軍用仕様であり、500Dではオプション装備だったセルフシーリングタンクが標準装備となっているほか、エンジン吸気口に粒子分離システムを設置、装甲板も追加されている。
様々な装備を搭載可能であり、ミッションシステムにあわせて下記のようなモデルが製品化された。
スカウト・ディフェンダー（Scout Defender）
基本型。ハイドラ70ロケット弾14発、7.62mmチェーンガンまたはミニガンおよび弾薬2,000発、40mm擲弾発射器、30mmチェーンガンおよび弾薬600発などから選んで搭載することができる。
TOWディフェンダー
対戦車型。BGM-71 TOW対戦車ミサイルの発射筒4本を2本ずつ胴体後部両舷に搭載し、その射撃のための光学サイトを機首左舷側に設置している。また主ローターマスト頂部に照準サイト（Mast Mounted Sight, MMS）を搭載するオプションもある。
ASWディフェンダー
対潜戦・対水上戦型。機首の対水上捜索レーダーのほか、AN/ASQ-81 MAD、発煙マーカー発射機、機体拘束装置、非常用フロートを装備し、Mk.44またはMk.46短魚雷の搭載に対応している。対潜戦任務では40-160 km（22-87海里）を進出して1時間48分の哨戒を実施可能、対水上戦任務では、2時間の哨戒においてレーダーを用いて母艦ないし基地から275 km（150海里）の距離で敵駆逐艦ないし戦闘艇を捕捉できた。

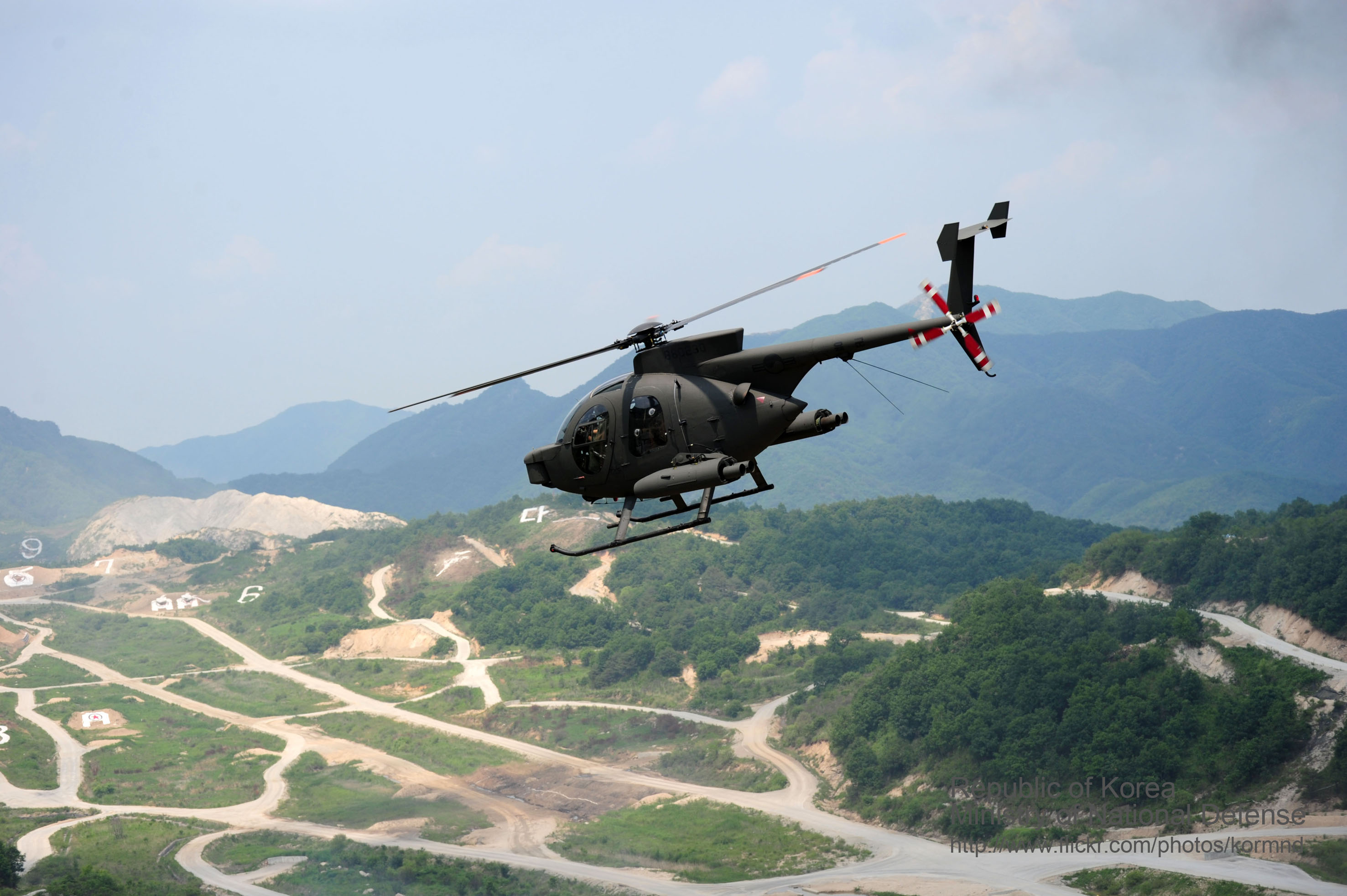
大韓民国陸軍のTOWディフェンダー
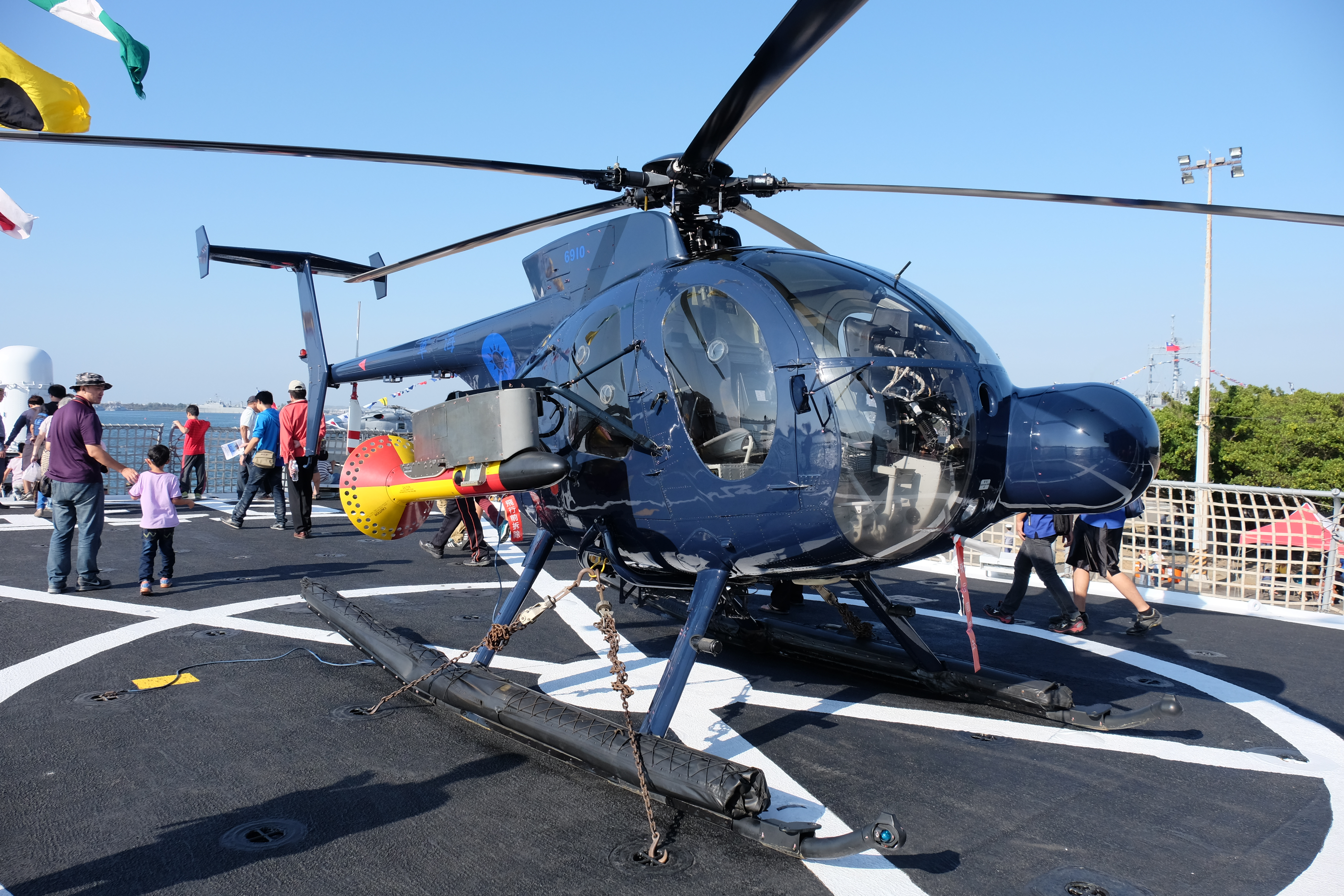
中華民国海軍のASWディフェンダー

## 第3世代（500E・530F・530MG）

### 500E
500Dをもとに機首を流線型に整形して、操縦士の視界を改善するとともに乗員・乗客のためのスペースを拡張したモデルであり、1982年の国際ヘリコプター協会 (HAI) の年次大会で初めて発表された。初号機（N5294A）は1982年1月28日に初飛行、1982年以降のモデル500Dの生産はこちらに置き換えられた。また1988年後半からは、エンジンをアリソン 250-C20B（450 shp / 335.6 kW）に変更できるようになった。

### 530F
1982年のHAI年次大会で500Eと同時に発表されたモデルであり、初号機は1982年10月22日に初飛行、1983年7月29日に型式証明を取得し、1984年1月20日より引き渡しを開始した。
胴体は500Eと同様だが、主ローター径は0.3メートル（1 ft）拡大、尾部ローターも5 cm（2 in）大型化され、テールブームも0.18メートル延長されている。アリソン 250-C30ターボシャフトエンジン（650 shp / 485 kW）を搭載、出力375 shp（280 kW）に減格使用してはいるが、出力の余裕が増したことで、高温・高高度環境での運用に余裕ができた。機外搭載用フックを装着すれば、907 kg（2,000 lbs）の貨物を吊り下げて輸送できる。
その後、トランスミッションの改良によって出力425 shp（317 kW）で運用可能となった。動力系統をこのように改良したモデルは型式名を369FFに変更し、1985年7月11日に型式証明を取得した。製品名としては530Fプラスとなる。

### 530MG

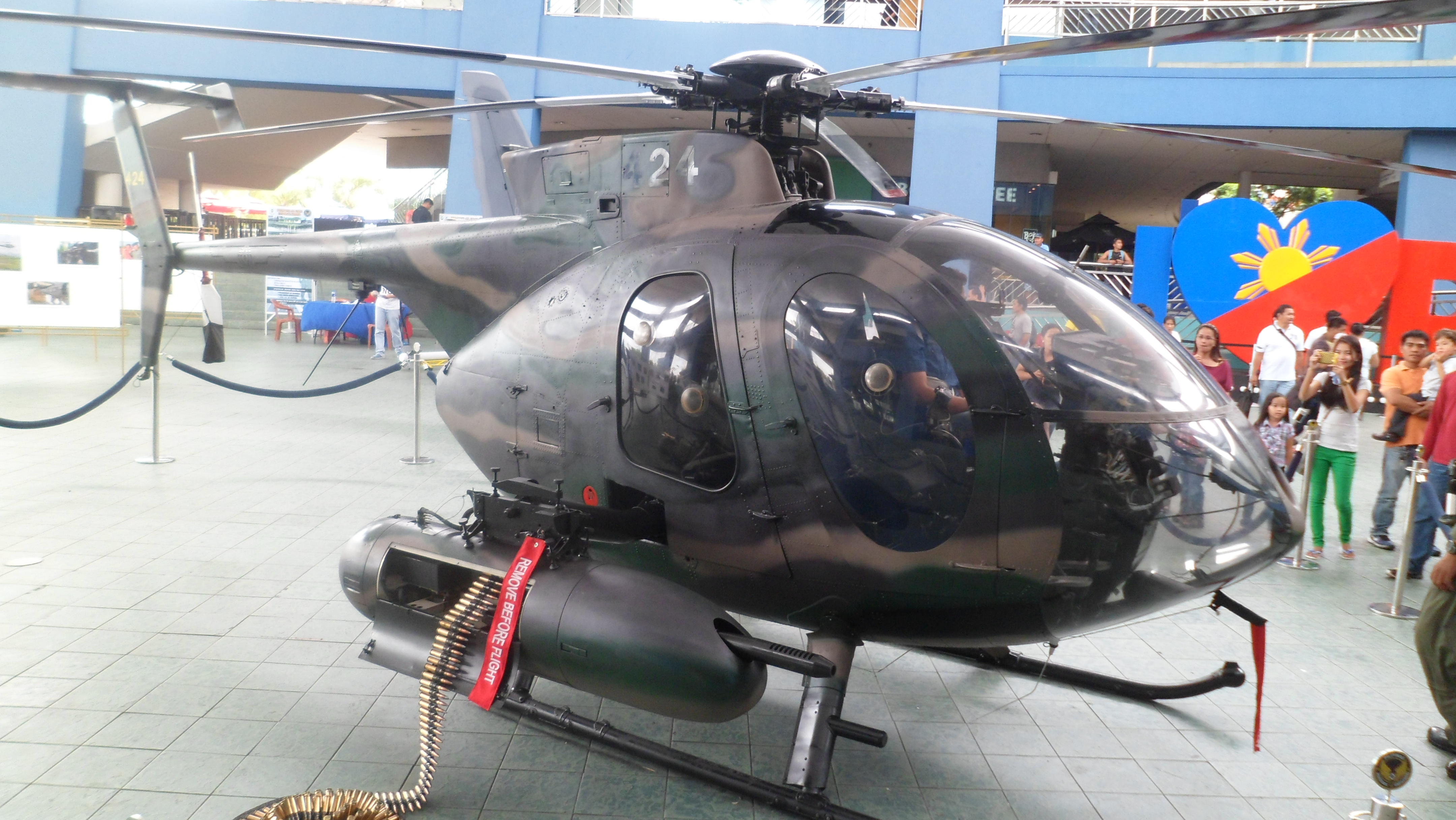
フィリピン空軍のMD 520MG

530F リフターをベースとした軍用モデルが530MG ディフェンダーで、試作機（N530MG）は1984年5月4日に初飛行した。また530MGと同様の設計を採用しつつ、エンジンをアリソン250-C20B（313 kW / 420 shp）とし、ローター・システムもモデル500Eの設計に差し戻したモデルも500MGディフェンダーとして製品化された。
アメリカ軍の特殊作戦航空部隊では、OH-6Aを改修したMH-6B、AH-6CおよびEH-6Bを運用していたが、その後継として、500MGをベースとしたAH-6FおよびMH-6E、530MGをベースとしたAH-6GおよびMH-6Fが導入された。

## ノーター機

### 520N

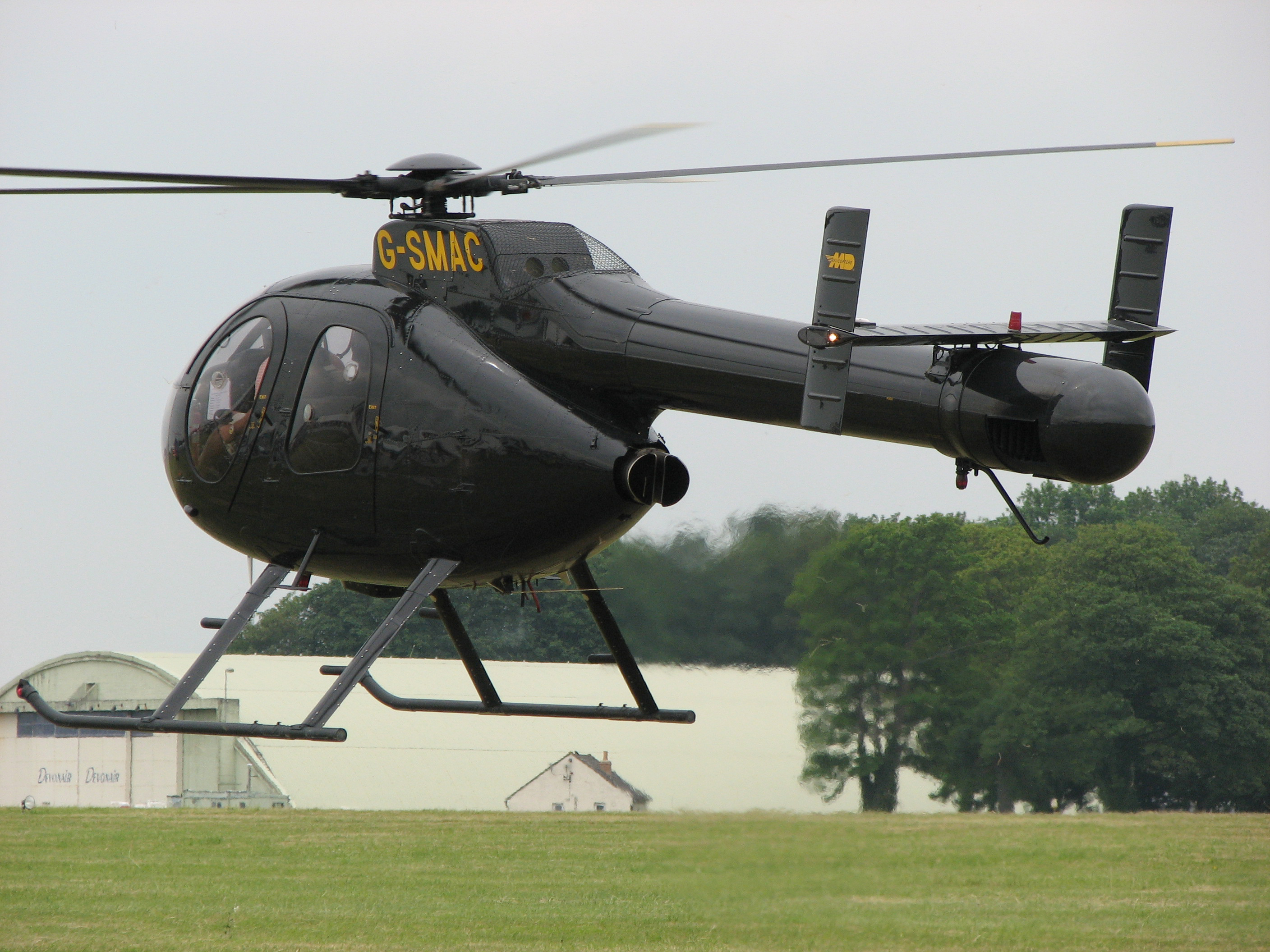
MD 520N

ヒューズ・ヘリコプターズ社は1975年よりノーター技術に関する社内研究を進めており、1980年9月にはアメリカ陸軍応用技術研究所および国防高等研究計画局（DARPA）よりプロトタイプの製作を受注した。これを受けて、1981年には陸軍のOH-6のうち1機（12917号機）がノーター機のプロトタイプに改修され、1981年12月17日に初飛行した。初期の試験飛行の結果、1985年に大規模な追加改修が行われて、1986年3月12日より飛行試験が再開された。
そしてその成果を踏まえて、1988年2月、MD 500のノーター仕様機としてのMD 520Nが発表され、初号機（N520NT）は1990年5月1日、量産初号機（N521FB）は1991年6月28日に初飛行した。高温・高高度環境での運用に対応したMD 530Nも開発されており、520Nよりも先行して1989年12月29日に初飛行したものの、こちらは製品化されなかった。

### 600N
MD 520Nの胴体延長型として開発されたのがMD 600Nである。当初はMD 630Nと称されており、530Fからの改修によって製作されたプロトタイプ（N630N）は1994年11月22日に初飛行、1995年3月28日に量産が承認されるとともに現在の製品名に改称された。胴体を延長したことで、操縦士を含めて定員は8名となった。

## 比較表

### 主要諸元・能力
|                      | 500                   | 500M                  | 500C                      | 500D                      | 530F                      |
| -------------------- | --------------------- | --------------------- | ------------------------- | ------------------------- | ------------------------- |
| 全長（主回転翼含む） | 9.24 m                | 9.24 m                | 9.24 m                    | 9.30 m                    | 8.97 m                    |
| 胴体長               | 7.01 m                | 7.01 m                | 7.01 m                    | 7.01 m                    | 7.49 m                    |
| 全高                 | 2.48 m                | 2.48 m                | 2.48 m                    | 2.53 m                    | 2.67 m                    |
| 主回転翼直径         | 8.03 m                | 8.03 m                | 8.03 m                    | 8.05 m                    | 8.33 m                    |
| エンジン             | アリソン 250-C18A×1基 | アリソン 250-C18A×1基 | アリソン 250-C20×1基      | アリソン 250-C20B×1基     | アリソン 250-C30×1基      |
| 最大出力             | 317 shp (236.5 kW)    | 317 shp (236.5 kW)    | 400 shp (298 kW)          | 420 shp (313 kW)          | 650 shp (485 kW)          |
| 最高速度             | 244 km/h (高度305 m)  | 244 km/h (高度305 m)  | 232 km/h (巡航・海面高度) | 258 km/h (巡航・海面高度) | 246 km/h (巡航・海面高度) |
| 航続距離             | 606 km                | 589 km                | 603 km                    | 531 km                    | 422 km                    |
| 運用限界高度         | 4,390 m               | 4,390 m               | 4,420 m                   | 4,570 m                   | 4,875 m                   |
| 空虚重量             | 493 kg                | 412 kg                | 501 kg                    | 598 kg                    | 717 kg                    |
| 最大離陸重量         | 1,360 kg              | 1,360 kg              | 1,360 kg                  | 1,360 kg                  | 1,610 kg                  |

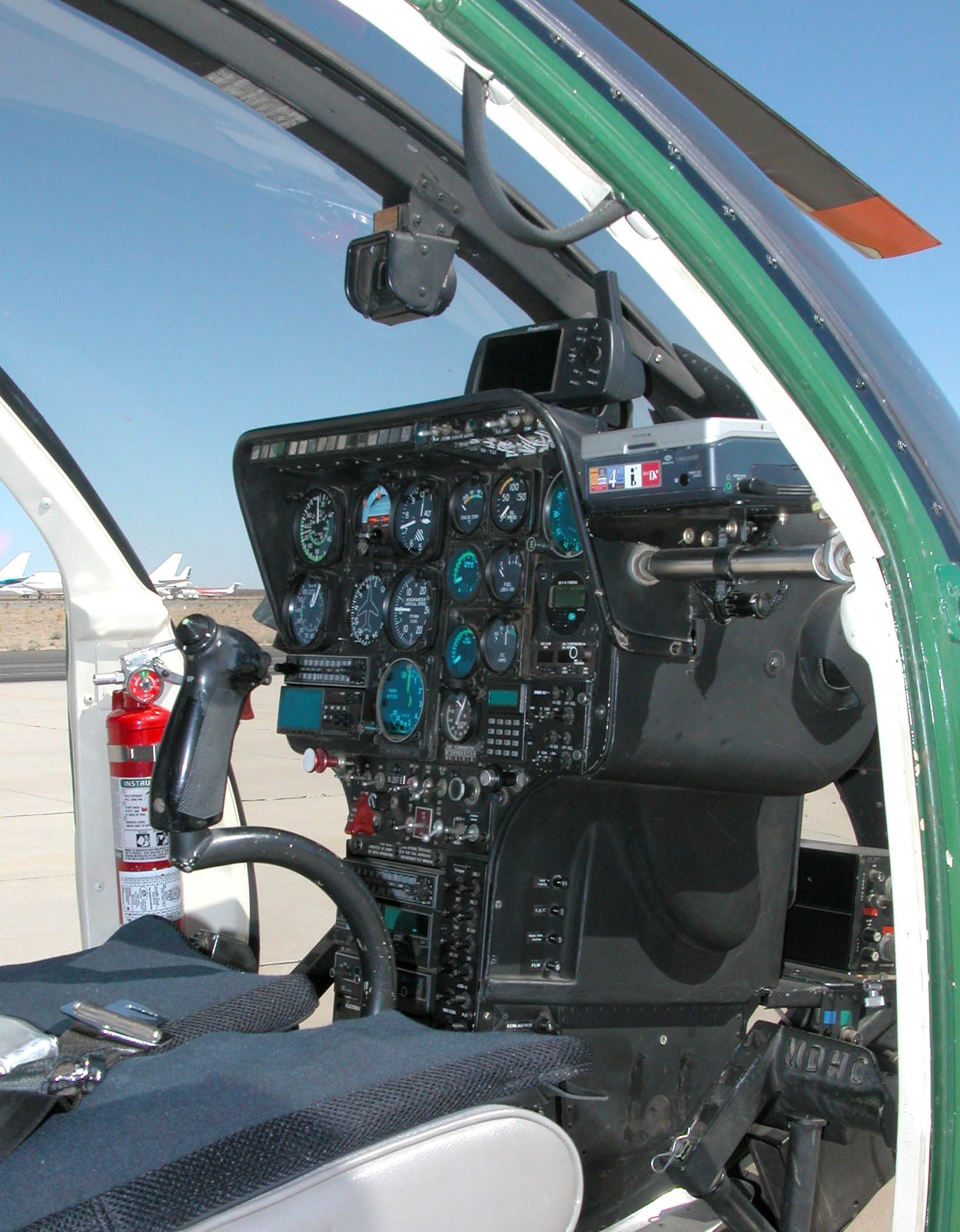
MD 500Eの操縦席
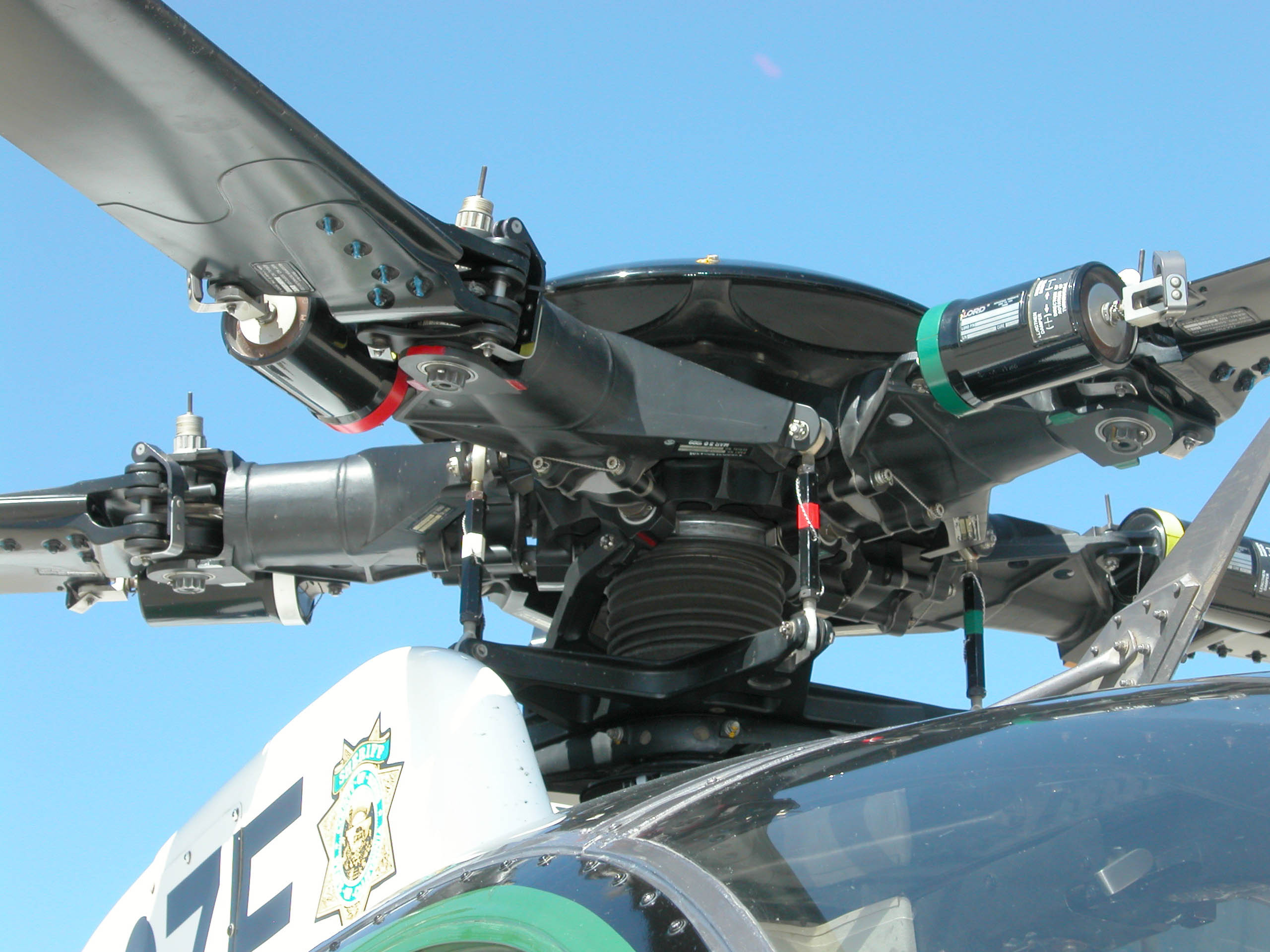
MD 500Eのローターヘッド

### 型式名・製品名対照表
| FAAに登録されている型式名 | 製造元としての製品名 |
| ------------------------- | -------------------- |
| 369H                      | 500C                 |
| 369HE                     | 500C                 |
| 369HS                     | 500C                 |
| 369D                      | 500D                 |
| 369E                      | 500E                 |
| 369F                      | 530F                 |
| 369FF                     | 530Fプラス           |
| 500N                      | 520N                 |
| 600N                      |                      |
| MD900                     | MD エクスプローラー  |

## 運用国

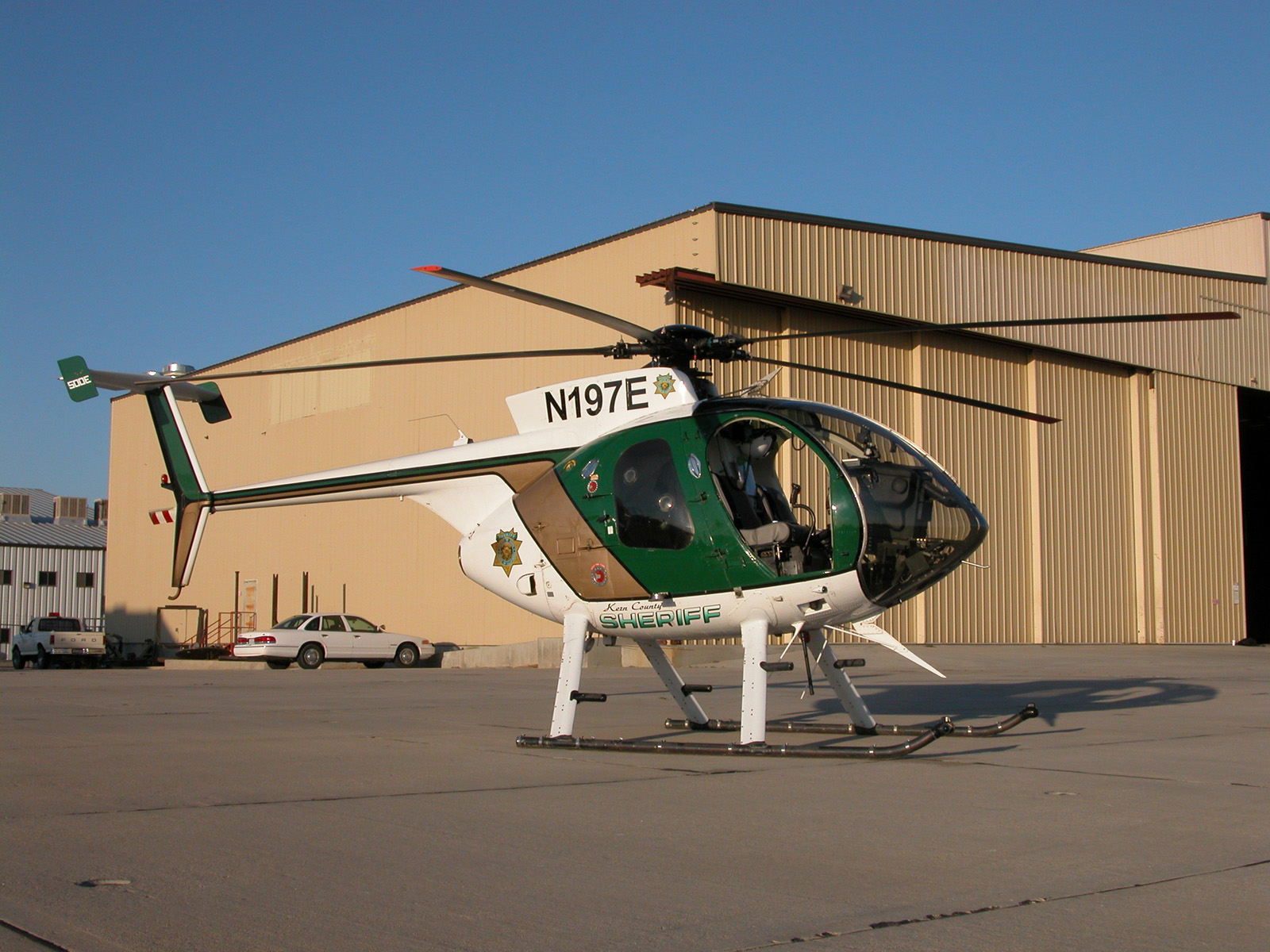
警察のMD 500E

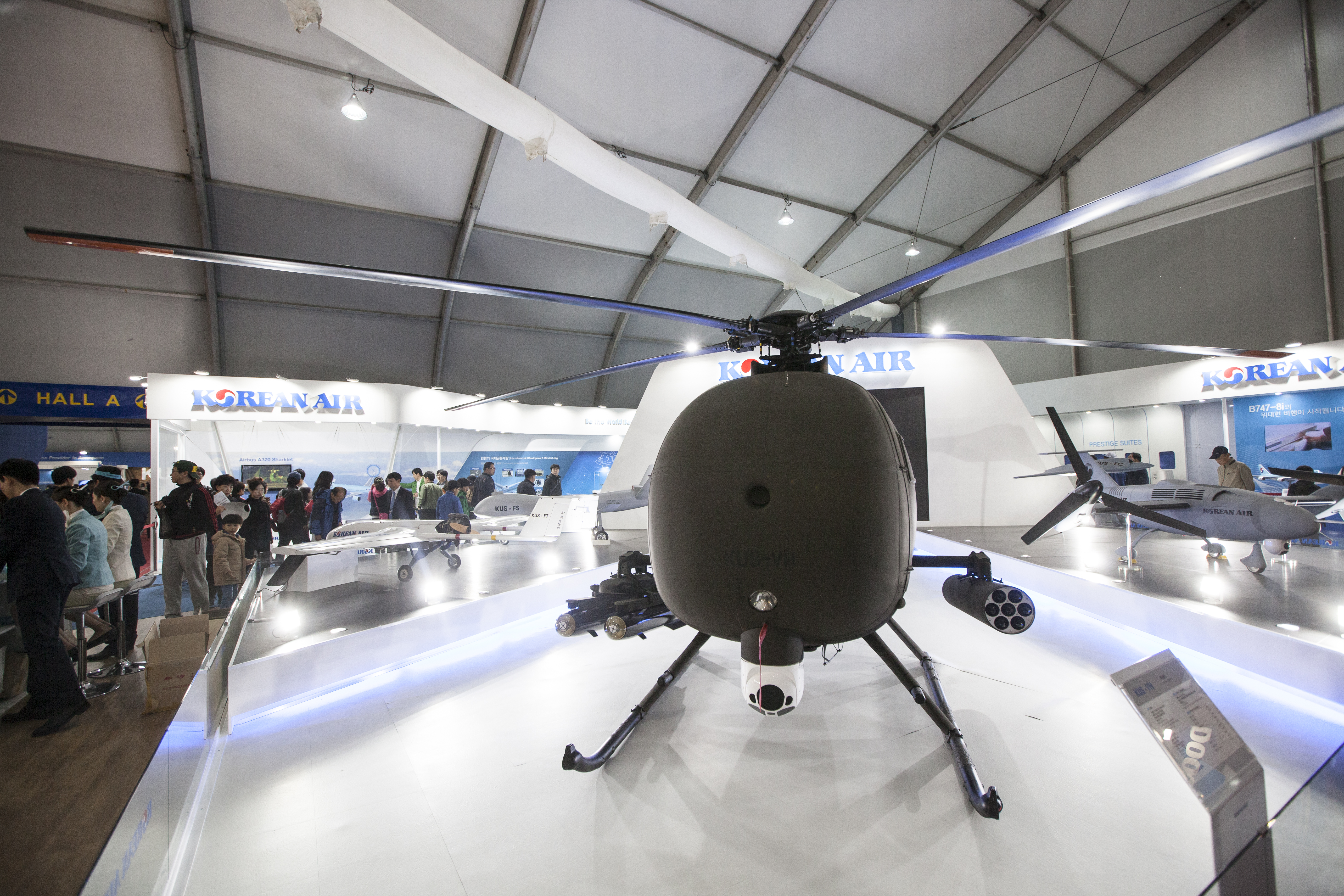
KUS-VH

アルゼンチン
アルゼンチン空軍
 アゼルバイジャン
アゼルバイジャン空軍 - 2024年時点で、1機のMD530を保有。
 ベルギー
ベルギー連邦警察
 チリ
チリ陸軍
 コスタリカ
公安部隊航空監視局
 フィンランド
フィンランド陸軍 - 12機のうち8機が運用中。
 クロアチア
4機全てが退役。
 エルサルバドル
エルサルバドル空軍 - 2024年時点で、8機以上のMD530Fを保有。
 北朝鮮
1985年、第三者であるダミー商社を用い、西ドイツ経由でアメリカから密輸入した。2013年に行われた朝鮮人民軍のパレードにて、その時のものと見られる機体がAT-3にて武装した状態で参列した映像が報じられた。これらの機体は実戦にて韓国軍が運用している同型機そっくりの塗装を施し、韓国領へ乗り込むために保有していると見られる。アメリカからの部品調達は困難であり部品取りをしながら限定数を運用していると見られる。なお、朝鮮人民軍のアメリカ製の航空機は同機以外では（鹵獲などイレギュラーを除いて）存在しない。
 ハンガリー
ハンガリー警察
 アイスランド
アイスランド沿岸警備隊
 イラン
 イスラエル
イスラエル空軍第160飛行隊、第161飛行隊、第190飛行隊で運用。
 日本
海上自衛隊 - 5機の500EをOH-6DAの名称で練習機として運用していたが、2016年3月、TH-135に移行したため全機用途廃止（退役）。計器飛行証明を取るために徳島で双発機の訓練を別途行う必要があったが、鹿屋で一貫教育するために機種変更して用途廃止となった。
陸上自衛隊 - 川崎重工業がライセンス生産を行ったOH-6D（民用MD369D=MD500D）を、観測機及び練習機として100機以上運用していた。練習機用の後継機として、機種選定がエンストロム 480、MD 500E、シュワイザー333Mとの総合評価落札方式で行われ、2010年2月10日にエンストロム 480が｢TH-480B｣として選定され30機導入された。
民間 - 形式名称はヒューズ 369として登録されている。かつてはエースヘリコプターなどが多数購入し主に薬剤散布に使用していた。現在では中日本航空が3機を運用しているのみ。
 韓国
大韓航空によってライセンス生産された500 TOWを運用。ボーイングの協力により無人機化する「KUS-VH」の研究も行われている。
 中華民国
中華民国海軍 - 500MDを艦載対潜ヘリコプターとして運用。機首にレーダー、側面にMADを装備し、胴体下部には短魚雷を搭載することができた。
 ケニア
500MD（TOW搭載）、ME、M、Dを運用。退役済み。
米国務省は、2017年5月1日に12機のMD 530Fのケニアへの売却を承認する決定を下した。推定費用は253百万ドル。
 レバノン
2018年にMD 530Gの採用決定を発表、2021年に6機が引き渡された。レバノン軍の公式発表では、機種はMD 530Fとしている。
 マレーシア
2016年にMD 530Gの採用決定を発表。同年末から納入を開始する予定であったが、2019年6月現在も未だ納入されていない。
 メキシコ
メキシコ空軍
 パナマ
 フィリピン
 スペイン
スペイン海軍
 アメリカ合衆国